# Fiodor Ocep
Fiodor Ocep alter. Fedor Ozep (ur. 9 lutego 1895 w Moskwie, zm. 20 czerwca 1949 w Los Angeles) – krytyk, scenarzysta oraz reżyser filmowy rosyjskiego pochodzenia.

## Życiorys
Urodzony w Moskwie, tworzył i pracował w wielu krajach. Nakręcony w 1929 roku film Żywy trup, adaptacja powieści Lwa Tołstoja, był jego kamieniem milowym na arenie międzynarodowej. Potem kręcił on filmy w Niemczech i Francji, aż w końcu w czasie drugiej wojny światowej trafił do hitlerowskiego obozu, z którego udało mu się uciec do Maroka, by ostatecznie wyjechać za ocean, gdzie 1944 nakręcił film Trzy rosyjskie dziewczyny (USA), a w 1947 – Miasto westchnień (Kanada).

## Filmografia

### Reżyseria
- 1926 – Miss Mend
- 1929 – Żywy trup
- 1931 – Bracia Karamazow
- 1932 – Co pomoże Paryż
- 1934 – Amok
- 1937 – Dama pikowa
- 1938 – Gibraltar
- 1944 – Trzy rosyjskie dziewczyny
- 1947 – Miasto westchnień

### Scenariusz
- 1916 – Dama pikowa
- 1922 – Polikuszka
- 1924 – Aelita
- 1924 – Sprzedawczyni papierosów
- 1926 – Miss Mend
- 1928 – Kukła z milionami
- 1931 – Bracia Karamazow
- 1932 – Co pomoże Paryż

### Aktor
- 1925 – Gorączka szachowa